# Saxicolina
Saxicolina es un género de foraminífero bentónico considerado un sinónimo posterior de Miliola de la subfamilia Miliolinae, de la familia Miliolidae, de la superfamilia Milioloidea, del suborden Miliolina y del orden Miliolida. Su especie tipo era Miliolites saxorum. Su rango cronoestratigráfico abarcaba el Holoceno.

## Clasificación
Saxicolina incluía a la siguiente especie:
- Saxicolina saxorum, aceptado como Miliola saxorum